# Willi Langer
Willi Langer (geb. 15. November 1960 in St. Pölten als Wilhelm Langer) ist ein österreichischer Bassist.

## Leben
Willi Langer verbrachte seine ersten zehn Lebensjahre in Kilb, Bezirk Melk. Dann zog er nach Krems an der Donau, wo er bis heute lebt.
Kurz nachdem er begann Bass zu spielen, gründete er 1976 die Fusion-Band Zenit, mit der er vier Alben aufnahm. Bis dahin Autodidakt, begann er 1984 ein Studium an der Jazzabteilung des Konservatoriums der Stadt Wien, das er 1989 abschloss.
Er wurde Mitglied wichtiger österreichischer Fusion-Bands, wie Ostinato, Incognito und Harri Stojka Express sowie der Bluesband Bluespumpm.
1987 wurde er Mitglied des „Orchesters der Vereinigten Bühnen Wien“, wo er mit Unterbrechungen sieben Jahre tätig war (Cats, Phantom der Oper, The Rocky Horror Show, Elisabeth, Tanz der Vampire, Hair etc.).
1989 wurde er Mitglied der Band des österreichischen Sängers Wilfried und arbeitete in der Folge unter anderem mit Boris Bukowski, Stefanie Werger, Waterloo, Georg Danzer, Wolfgang Ambros, Alexander Goebel, Dennis Jale, Reinhold Bilgeri, Sandra Pires, Conchita Wurst, EAV, Marianne Mendt, VSOP, Kruder & Dorfmeister, Nina Proll und ist von 2004 bis 2019 fixes Bandmitglied bei Rainhard Fendrich.
Anfang der 1990er-Jahre wurde die international erfolgreiche Band Count Basic gegründet, bei der er bis heute fixes Band-Mitglied ist.
1993 erschien sein erstes Solo-Album namens „The Colours of the Octopus“, darauf folgte 2001 sein zweites, das den Namen „The Course of Life“ trägt.
2022 veröffentlicht Willi Langer sein drittes Solo-Album namens „Grounded“.
International arbeitete er für Gloria Gaynor, The Supremes, Tina Turner, Johnny Logan, The TCB Band, Pe Werner oder Thomas D.
Seit 1993 unterrichtet er E-Bass an der Universität für Musik und darstellende Kunst Wien am Institut für Popularmusik.